# Cosmarium pseudamoenum
Cosmarium pseudamoenum  là một loài Song tinh tảo trong họ Desmidiaceae, thuộc chi Cosmarium.